# المساعدات الإنسانية خلال الحرب الأهلية السورية

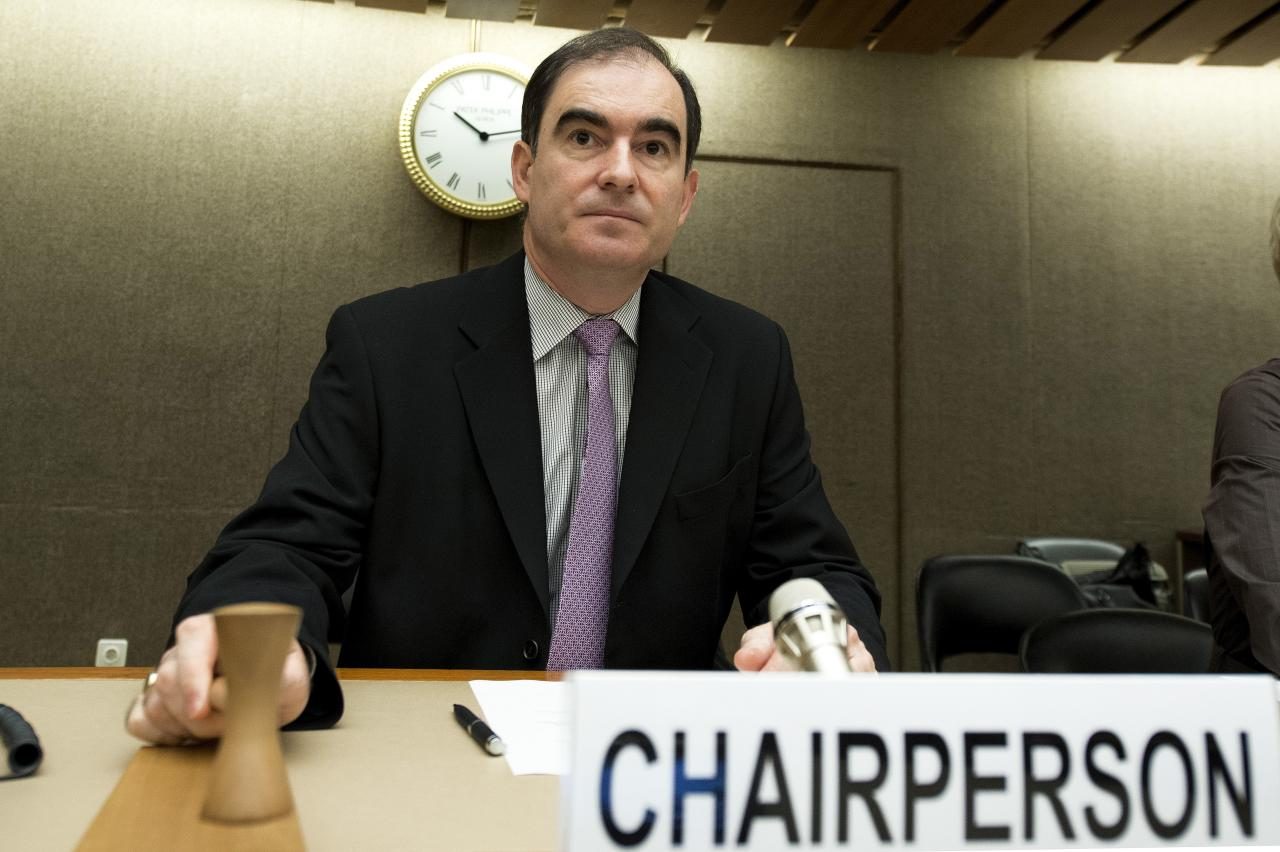
جون جينج ، مدير قسم التنسيق والاستجابة في مكتب الأمم المتحدة لتنسيق الشؤون الإنسانية (أوتشا) يفتتح المنتدى الإنساني السوري في 16 يوليو 2012.

المساعدات الإنسانية خلال الحرب الأهلية السورية تم تقديمها من قبل مختلف الهيئات والمنظمات الدولية والدول. يتم تنسيق الجهود الرئيسية من قبل جون جينج في مكتب الأمم المتحدة لتنسيق الشؤون الإنسانية (أوتشا). في عام 2014 صدق قرار مجلس الأمن الدولي رقم 2165 على تقديم المساعدات الإنسانية عبر أربعة معابر حدودية غير خاضعة لسيطرة الحكومة السورية بشكل عام لتزويد الأراضي التي يسيطر عليها المتمردون.
يتم تنسيق المساعدات الإنسانية للاجئين والمجتمعات المضيفة لهم في البلدان المجاورة لسوريا من قبل المنسق المقيم للأمم المتحدة / منسق الشؤون الإنسانية.

## مكتب تنسيق الشؤون الإنسانية

### مكتب الأمم المتحدة لتنسيق الشؤون الإنسانية (أوتشا)
يتم تنسيق الجهود الرئيسية من قبل جون غينغ من مكتب الأمم المتحدة لتنسيق الشؤون الإنسانية (أوتشا) وفقا لقرار الجمعية العامة 46/182. كان الإطار الأساسي لهذا التنسيق في البداية هو خطة الاستجابة الإنسانية للمساعدات الإنسانية (شارب) التي ناشدت 1.41 مليار دولار أمريكي في عام 2013 لتلبية الاحتياجات الإنسانية للسوريين المتضررين من النزاع. أظهرت بيانات الأمم المتحدة الرسمية بشأن الحالة الإنسانية والاستجابة وهي متاحة على الإنترنت. كما يوفر مكتب الأمم المتحدة لتنسيق الشؤون الإنسانية (أوتشا) معلومات للسكان المتضررين باللغة العربية على فيسبوك وباللغة الإنجليزية على تويتر.

#### مجموعة العمل الخاصة بسوريا
في سبتمبر 2014 تم جمع عمليات مكتب تنسيق الشؤون الإنسانية (أوتشا) في سوريا وتركيا والأردن في إطار استجابة واحدة وصاغت عام 2015 نظرة عامة على الاحتياجات الإنسانية وخطة الاستجابة الاستراتيجية لسوريا لعام 2015. تم إطلاق نداء موحد من أجل سوريا وفي فبراير 2015 تم إضفاء الطابع الرسمي على منهج الجامعة السورية مع تنفيذ برنامج التقويم الاستراتيجي لعام 2015.
رسم تقييم داخلي لجهود مكتب تنسيق الشؤون الإنسانية (أوتشا) صورة قاتمة للوضع في سوريا لكنه كان إيجابياً فيما يتعلق بعمل مكتب تنسيق الشؤون الإنسانية (أوتشا) ونهج الخدمة الجديدة وحدد التقرير ما يلي: "في مقابل هذه الخلفية حقق مكتب تنسيق الشؤون الإنسانية بعض النجاحات الملحوظة. فالنضال الطويل للوصول إلى المحتاجين بعيد كل البعد عن نهايته لكنه يعزز كثيراً قرارات مجلس الأمن المعتمدة في عام 2014. وقد كافح مكتب تنسيق الشؤون الإنسانية (أوتشا) بشكل مباشر في بعض الأحيان، ولا سيما في تنفيذ ولايته التنسيقية التي تم التنافس عليها في جميع السياقات التشغيلية في وقت أو آخر. محاولات لتوحيد الاستجابة المجزأة سابقًا في إطار مبادرة أممية.
ومع ذلك فمنذ صدور التقرير تدهورت حالة المعونة مرة أخرى. انسحبت أكثر من سبعين مجموعة من منظمات الإغاثة بما في ذلك الجمعية الطبية السورية الأمريكية والدفاع المدني السوري من حملة المساعدة الإنسانية التي أطلقتها أوتشا في 8 سبتمبر / أيلول 2016 زاعمة أن الأمم المتحدة والهلال الأحمر العربي السوري يسمحان للحكومة السورية بالتدخل مع المساعدات. في 19 سبتمبر / أيلول وقع هجوم على قافلة مساعدات تابعة للهلال الأحمر التابع للأمم المتحدة في منطقة أورم الكبرى التي يسيطر عليها المتمردون مما أسفر عن مقتل 14 شخصاً على الأقل وتدمير 18 شاحنة محملة بالأغذية وفقاً للاتحاد الدولي لجمعيات الصليب الأحمر والهلال الأحمر. أصابت السيارات حوالي خمسة صواريخ بينما كانت متوقفة في مستودع للهلال الأحمر لتفريغها. وقال ستيفن أوبراين وكيل الأمين العام للأمم المتحدة للشؤون الإنسانية ومنسق الإغاثة في حالات الطوارئ إنه إذا كان الاستهداف متعمدًا فسيكون جريمة حرب. وألقى مسؤولون أمريكيون مجهولون باللوم على روسيا قائلين إن طائرتين حربيتين روسيتين من طراز سوخوى-24 كانتا تحلقان فوق قافلة المساعدات في الوقت المحدد الذي قصفت فيه. إلا أن وزارة الدفاع الروسية نفت أن تكون قواتها أو القوات الجوية السورية مسئولة عن ذلك الهجوم أو أنها استهدفت مركبات الأمم المتحدة بأية ذخائر مشيرة إلى أن الدفاع المدني السوري ربما يكون قد تورط بطريقة ما في حريق صيد البضائع. في أعقاب الهجوم أوقفت الأمم المتحدة جميع قوافل المساعدات الإنسانية في سوريا وألقت باللوم على الوضع الأمني.

### مفوضية شؤون اللاجئين
تنشط هذه المنظمة في الدول المجاورة لسوريا التي تستضيف اللاجئين السوريين وتم تفويض مفوضية الأمم المتحدة السامية لشؤون اللاجئين (UNHCR) المعروفة أيضاً باسم وكالة الأمم المتحدة للاجئين بحماية ودعم اللاجئين السوريين في إعادة توطينهم الطوعية أو إدماجهم محلياً أو إعادة توطينهم في دولة ثالثة. والإطار الرئيسي لتنسيق استجابة اللاجئين هو خطة الاستجابة الإقليمية السورية ويمكن الاطلاع على معلومات مفصلة وحديثة عن وضع اللاجئين على بوابة تبادل المعلومات بين الوكالات والتي تحتفظ بها المفوضية.

### اللجنة الدولية للصليب الأحمر
قامت اللجنة الدولية للصليب الأحمر بالشراكة مع الهلال الأحمر العربي السوري بتوفير المياه والمواد الغذائية والمواد الطبية وغيرها من المواد للملايين المتضررين من القتال.

### منظمة الصحة العالمية
أفادت منظمة الصحة العالمية أن 35٪ من مستشفيات البلاد خارج الخدمة وأن 70٪ من العاملين في مجال الرعاية الصحية قد فروا خارج البلاد. بينما زادت حالات الإسهال والتهاب الكبد A بمقدار أكثر من ضعفين منذ بداية العام. بسبب القتال ولا يمكن تنفيذ برامج التطعيم العادية قد يشكل اللاجئون النازحون أيضًا خطرًا على الدول التي هربوا منها.

### برنامج الغذاء العالمي
يعد برنامج الأغذية العالمي التابع للأمم المتحدة مسؤولاً عن توزيع معظم المساعدات الغذائية الطارئة في سوريا.

## المساعدات الدولية
يقوم مكتب تنسيق الشؤون الإنسانية بتعقب المساعدات المالية المقدمة استجابة للنزاع السوري من خلال خدمة التتبع المالي (FTS) وهي قاعدة بيانات عالمية وفي الوقت الحقيقي تسجل جميع المساعدات الإنسانية الدولية المبلغ عنها بما في ذلك المنظمات غير الحكومية وحركة الصليب الأحمر / الهلال الأحمر والمعونة الثنائية والمساعدات العينية والتبرعات الخاصة. في 18 سبتمبر 2013 كان أكبر عشرة مانحين لسوريا هم: الولايات المتحدة والمفوضية الأوروبية والكويت والمملكة المتحدة وألمانيا والنرويج وكندا واليابان وأستراليا والمملكة العربية السعودية. في 18 سبتمبر 2013 بلغت حجم المساعدة المقدمة إلى خطة الاستجابة الإنسانية للمساعدات الإنسانية (شارب) في يناير - ديسمبر 2013 حوالى 661,049,938 دولار أمريكي بتمويل خطة سوريا الإقليمية لمساعدة للاجئين: يناير - ديسمبر 2013 بمبلغ 1,278,253,343 دولار.

### الاتحاد الأوربي
قدم الاتحاد الأوروبي 374 مليون يورو كمساعدات إنسانية للأزمة السورية في 2015. بالإضافة إلى ذلك قدمت الدول الأعضاء 4.5 مليار يورو أخرى. في نوفمبر / تشرين الثاني 2015 أنشأ الاتحاد الأوروبي تسهيلات ومساعدات للاجئين لتركيا بقيمة 3 مليارات يورو لتقديم الدعم للاجئين السوريين والمجتمعات المضيفة في تركيا.

### الولايات المتحدة الأمريكية
قدمت الوكالة الأمريكية للتنمية الدولية والوكالات الحكومية الأخرى في الولايات المتحدة ما يقرب من 385 مليون دولار من مواد الإغاثة إلى سوريا في عامي 2012 و 2013. وفي 4 فبراير / شباط 2016 أعلن وزير الخارجية الأمريكي جون كيري عن 601 مليون دولار أخرى من التمويل الإنساني الجديد لسوريا والبلدان المجاورة وبذلك يصل مجموع مساهماتها إلى أكثر من 5.1 مليار دولار في المساعدات الإنسانية. تقدم الولايات المتحدة المساعدات الغذائية والإمدادات الطبية والرعاية الصحية الطارئة والرعاية الأساسية ومواد الإيواء والمياه النظيفة والتعليم والإمدادات الصحية وغيرها من إمدادات الإغاثة. قامت منظمة الإغاثة الإسلامية باقامة 30 مستشفى ميدانى وإرسال مئات الآلاف من الطرود الطبية والغذائية.

### المملكة المتحدة
خصصت المملكة المتحدة أكثر من بليون جنيه إسترليني (1.6 بليون دولار) كمساعدات منذ عام 2012 إلى أكثر من 30 منظمة إغاثية بما في ذلك وكالات الأمم المتحدة والمنظمات غير الحكومية الدولية والصليب الأحمر. تهدف هذه المساعدات إلى تلبية الاحتياجات الفورية للأشخاص الضعفاء في سوريا واللاجئين في دول أخرى في المنطقة بما في ذلك الأردن ولبنان وتركيا والعراق ومصر. تم تخصيص أموال إضافية من قبل وزارة التنمية الدولية للمساعدة في بناء الاستقرار على المدى الطويل في المنطقة.

### النرويج
قدمت الحكومة النرويجية 2.65 مليار كرونة نرويجية (حوالي 338.5 مليون دولار) كمساعدات إنسانية إلى سوريا والدول المجاورة لها منذ بداية الاضطرابات في عام 2011.

### إيران
كانت إيران تصدر ما بين 500 و 800 طن من الطحين يوميا عن طريق البحر والبر إلى سوريا. في 2 ديسمبر أرسلت إيران شحنة ثالثة من المساعدات إلى حلب السورية. وقال رئيس منظمة الإغاثة والإنقاذ التابعة لجمعية الهلال الأحمر الإيراني مرتضى ساليمي أن الشحنة شملت 150.000 سلة غذائية. وأضاف أن شحنتين من المساعدات الإغاثية تزن نحو 80 طناً قد تم إرسالهما بالفعل إلى المدينة التي ضربتها الأزمة خلال اليومين الماضيين. وشملت الخيام والبطانيات وسخانات الزيت. وأشار مسؤول الهلال الأحمر الإيراني إلى أن إيران أرسلت حتى الآن 28 ألف بطانية و 400 خيمة و 800 سجادة و 5000 مدافئ زيتية و 1400 صندوق من الخبز المجفف وثمانية أطنان من الأدوية و 700 مجموعة من الأطباق و 165 ألف علبة طعام إلى سكان حلب.

### إسرائيل
بدأت إسرائيل في تقديم المساعدات إلى المدنيين السوريين الجرحى منذ بداية الحرب الأهلية السورية. وتتألف المساعدات من الرعاية الطبية والمياه والكهرباء والتعليم أو الغذاء، وتم منحها للسوريين بالقرب من خط وقف إطلاق النار بين إسرائيل وسوريا وغالباً ما يرافقهم الجنود الإسرائيليون. حصل أكثر من 200000 سوري على هذه المساعدات وتم علاج أكثر من 4000 منهم في المستشفيات الإسرائيلية من عام 2013 إلى سبتمبر 2018. كان العديد من الضحايا المعالجين من المدنيين وغالباً ما كانوا أطفالاً. وفقا للمتمردين فإن هذا العدد يضم 250 مقاتلا من المعارضة من أصل 700 سوري تم علاجهم في إسرائيل اعتبارا من عام 2014.
منحت قوات الدفاع الإسرائيلية تصاريح خاصة للسوريين الذين أصيبوا بجروح خطيرة لدخول إسرائيل والحصول على العلاج الطبي اللازم ورافقتهم قوات الدفاع الإسرائيلية من وإلى المستشفى. تم إرسال غالبية المصابين السوريين إلى مركز زيف الطبي في صفد حيث صرح مدير مركز الصدمات: «لا نعرف من نتعامل مع مسلحين أو غير مسلحين يرتدون الزي الرسمي أو لا يرتدون الزي العسكري. نظرًا للحالة الحرجة التي يصل بها العديد منهم فإننا لا نشكك في هويته وهو أمر غير ذي صلة فهم مرضى ويعالجون بأفضل التدابير التي نتبعها في المستشفى وكل شخص يحصل على نفس العلاج». كما أنشأت قوات الدفاع الإسرائيلية مستشفى ميدانيا على طول الحدود للمساعدة في علاج الإصابات الأقل خطورة.
كما ادعي أنه بالإضافة إلى المدنيين السوريين كانت إسرائيل تقدم العلاج الطبي للمتمردين في سوريا. وسمحت لبعض المقاتلين بعبور خط وقف إطلاق النار في مرتفعات الجولان لطلب العلاج الطبي في الجانب الذي تسيطر عليه إسرائيل. كما اتهم السفير السوري لدى الأمم المتحدة بشار الجعفري إسرائيل بمساعدة جبهة النصرة ومعالجة جرحاهم في منطقة مرتفعات الجولان. ومع ذلك وبحسب مركز روبن للبحوث في الشؤون الدولية «لا يوجد دليل على أن إسرائيل تقدم المساعدة إلى النصرة» على الرغم من أن بعض المقاتلين الأفراد قد يتلقون العلاج ولا يوجد دليل على أن إسرائيل تمدهم بالمساعدة والنقود. وتفيد التقارير أن إسرائيل قدمت أيضاً مساعدات طبية وإنسانية إلى فرسان الجُولان وقد أُعطي وقود الديزل لتشغيل مضخات المياه حتى تتمكن من تشغيل محطات المياه.
في سبتمبر 2018 أعلنت إسرائيل أنها ستنهي برنامج المساعدات الذي أطلق عليه اسم «عملية حسن الجوار».

### تركيا
في 26 نيسان / أبريل 2013 غادرت قافلة إنسانية مستوحاة من أسطول الحرية إلى غزة من تركيا إلى سوريا تدعى حياة ومن المقرر أن يسلم مواد الإغاثة إلى الأشخاص النازحين داخليا داخل سوريا واللاجئين في البلدان المجاورة في تركيا ولبنان والأردن والعراق ومصر.

### صربيا
في 20 أكتوبر / تشرين الأول 2016 وصلت إلى سوريا طائرة روسية تحمل مساعدات صربية من بينها مواد غذائية وأدوية وملابس كانت المساعدات موجهة إلى حلب.

### روسيا
في يناير 2016 قدمت روسيا 22 طنًا من المساعدات الإنسانية إلى العديد من المدن السورية.
في منتصف شباط / فبراير 2016 جلبت طائرات النقل العسكرية السورية بدعم من المقاتلات الروسية من طراز سو - 30 دفعة أخرى من المساعدات الإنسانية الروسية - السورية المشتركة إلى سكان مدينة دير الزور المحاصرة. وكانت مظلة البضائع المرفقة بالمنصة P-7 قد سقطت بالمظلة من ارتفاع 4 كيلومترات في المناطق التي تسيطر عليها الحكومة في دير الزور في المركز الإداري للمقاطعة في شمال شرق البلاد. انخفض إجمالي المساعدات الإنسانية على المظلة بأكثر من 50 طناً.